# ガンビアの国旗
ガンビアの国旗（ガンビアのこっき）は、赤、青および緑の水平の三色旗で、白い縞によって各色が分離される。中央の青帯が赤帯および緑帯よりも細い。一番上の赤はサバンナと太陽を、青はガンビア川を、緑は森林を、白は平和を表す。1965年の独立時に制定された。

国旗のデザイン
大統領旗
外交大使の旗